# بابوية القيصر

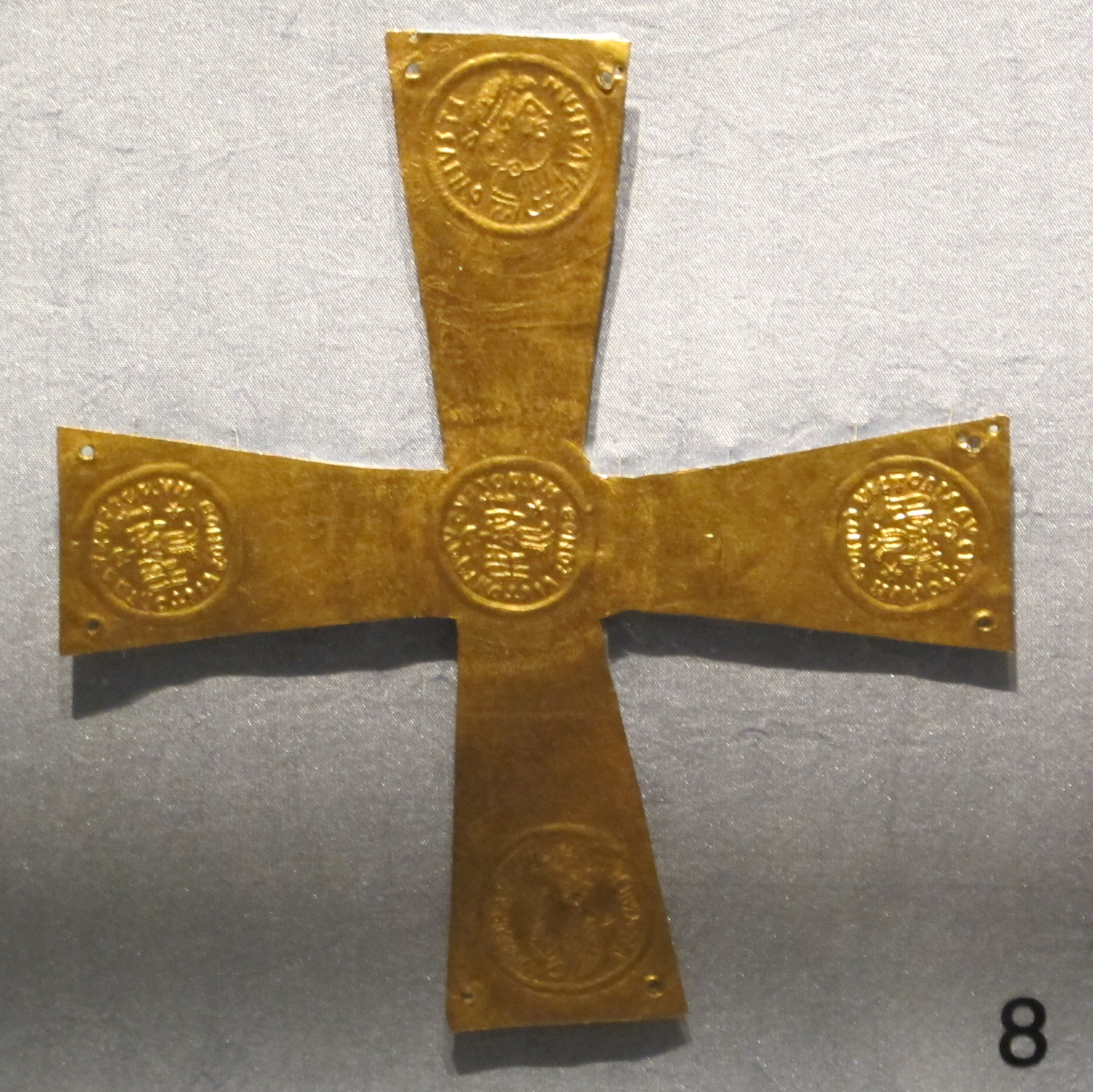
صليب صغير من صفائح الذهب صُكت عليه عملات جستين الثاني (الإمبراطور في 565-574) وثقوب للمسامير أو الخيوط، من القرن السادس

بابوية القيصر هي مزج النفوذ الاجتماعي والسياسي للعلمانية بالسلطة الدينية، أو جعل السلطة العلمانية متفوقة على السلطة الروحية للكنيسة. وخاصة فيما يتعلق بعلاقة الكنيسة بالحكومة.